# Todova paraliza
Todova paraliza ili Todova pareza je paraliza nekog dela tela nakon epileptičnog napada. Motorna slabost neurona ili oduzetost, nakon epileptičkog napada ili epilepsiji sličnog napada, recimo febrilne konvulzije, frasa. Reverzibilno je stanje. Dolazi do oporavka funkcije zahvaćenog dela tela.
Ovo stanje dobilo je naziv po Robertu Bentliju Todu (1809—1860), londonskom fiziologu irskog porekla, koji je prvi opisao fenomen 1849. godine.